# Landtag de Liechtenstein
El Landtag del Principat de Liechtenstein (en alemany: Landtag des Fürstentums Liechtenstein), normalment conegut com al Landtag de Liechtenstein és el parlament unicameral del Principat de Liechtenstein, país del centre d'Europa.

## Història
El Landtag va ser creat per la Constitució absolutista de 1818. Estava format per dos braços: el clergat i el braç municipal. El primer estava format per tres representants, mentre que el segon estava format pels onze alcaldes dels municipis de Liechtenstein i els tresorers o clavaris (en alemany, Säckelmeister). El Landtag era convocat anualment pel Príncep de Liechtenstein. La seva funció era acceptar els impostos proposats pel príncep.
Amb l'aprovació de la Constitució de 1862, el Landtag esdevé una cambra de representació escollida mitjançant eleccions lliures. El nombre de diputats va quedar fixat en 15, on 12 eren carrecs electes i 3 eren escollits pel príncep. A cada municipi, s'escollien dos compromissaris per cada 100 habitants, que després escollirien els 12 diputats en un col·legi electoral. Des d'aquest moment, va poder participar en la legislació, a ratificar tractats, a establir impostos, a controlar l'administració pública i el dret a participar en campanyes militars.
Les dues comarques històriques (l'Oberland i l'Unterland), que havien estat abolides en l'època absolutista, però l'any 1878 el territori es va dividir en dues circumscripcions, corresponents a l'Oberland (7 escons) i a l‘Unterland (5 escons).
La Constitució del 1921 va abolir el sistema de compromissaris i va instaurar la votació directa de 15 diputats: 9 per l'Oberland i 6 per l'Unterland. L'any 1939 es va acordar canviar el sistema majoritari per un sistema de representació proporcional, així com una barrera legal del 18%, que va estar vigent fins que l'any 1962 va quedar suprimida perquè no tenia cap base constitucional. El 1973 es va instaurar una nova barrera legal, aquest cop del 8%. El sufragi femení va aprovar-se l'any 1984 per referèndum després de dos intents fallits. El 1988 es va augmentar el nombre de diputats a 25. Des de llavors l'Oberland escull des de llavors 15 diputats i l'Unterland, 10.

## Funcions
La funció principal com a parlament és participar en la legislació. Els projectes de llei poden venir tant del príncep, del govern, del parlament com de la ciutadania. A cada projecte de llei se li fan dues lectures abans de la seva aprovació. Després de la primera lectura, els diputats poden proposar esmenes, que seran revisades pel govern. A la segona lectura, els articles s'aproven un per un. Després de l'aprovació per part del Landtag, cal la ratificació per part del monarca i del primer ministre i la publicació de la llei al diari oficial.
Altres funcions del Landtag són la ratificació d'acords i tractats internacionals, l'aprovació dels pressupostos o l'aprovació del càrrec de primer ministre proposat pel monarca, entre altres tasques.

## Sistema electoral
El Landtag està format per 25 membres que s'escullen cada 4 anys per sufragi universal entre les persones que disposin de la nacionalitat. El territori està dividit en dues circumscripcions, Oberland i Unterland, que escullen 15 i 10 escons respectivament. Els candidats es presenten en llistes obertes. Els electors tenen tants vots com candidats s'hagi d'escollir a la seva circumscripció. Hi ha una barrera legal del 8%, que s'aplica a nivell de circumscripció. La repartició dels escons es fa mitjançant representació proporcional.

## Últimes eleccions
Resultats de les eleccions del 5 de febrer de 2017:
| Partit                          | Vots    | %    | +/–  | Escons | +/– |
| ------------------------------- | ------- | ---- | ---- | ------ | --- |
| Partit Cívic Progressista (FBP) | 68.673  | 35,2 | -4,8 | 9      | –1  |
| Unió Patriòtica (VU)            | 65.742  | 33.7 | +0,2 | 8      | 0   |
| Els Independents (DU)           | 35.885  | 18,4 | +3,1 | 5      | +1  |
| Llista Lliure (FL)              | 24.595  | 12,6 | +1,5 | 3      | 0   |
| Total                           | 194.895 | 100  | —    | 25     | 0   |
|                                 |         |      |      |        |     |
| Vots vàlids                     | 14.763  | 95,8 |      |        |     |
| Vots nuls i en blanc            | 645     | 4,2  |      |        |     |
| Total                           | 15.408  | 100  |      |        |     |
| Cens/participació               | 19.806  | 77,8 |      |        |     |
| Font: Landstagwahlen            |         |      |      |        |     |